# Туз (лодка)
Туз, тузик на руски се нарича най-малката от съдовите лодки; има един гребец, който действа едновременно с двете весла; служи за превоз на брега, когато съда стоит близо до последния; има лека конструкция и дължина под 3 метра.

Името туз произлиза от на английски: two – две (two’s boat).
Интересното е, че макар името да произлиза от английския език, в английската морска терминология този термин не се използва, такива лодки се наричат Dinghy.